# Claude Aveline
Claude Aveline (19. července 1901 Paříž – 4. listopadu 1992 Paříž) byl francouzský spisovatel, nakladatel a filmový kritik. 
Narodil se na Avenue des Gobelins židovským uprchlíkům z Ruska jako Eugène Avtsine (Евгений Авцин). V počátcích literární dráhy přijal nové jméno Claude Aveline, používal také pseudonym Minervois.
Studoval Lyceum Jindřicha IV. a za první světové války sloužil jako dobrovolník u sanity. Po válce navštěvoval Lycée Janson-de-Sailly, avšak tuberkulóza mu znemožnila další studium. Roku 1919 publikoval první básně. Jeho literárním vzorem byl Anatole France, Aveline se stal editorem Franceových spisů a předsedou Společnosti Anatola France. Ve věku 21 let založil vlastní nakladatelství Chez Claude Aveline éditeur, zaměřené především na filozofickou literaturu. V sanatoriu Font-Romeu-Odeillo-Via se spřátelil s Jeanem Vigem, hrál v jeho filmu Atalanta, po Vigově smrti byl poručníkem jeho dcery a založil filmařskou Cenu Jeana Viga.
Ve třicátých letech podporoval Lidovou frontu a španělské republikány, přispíval do levicových listů Commune a Les Humbles. Za druhé světové války se zapojil do hnutí Résistance, po prozrazení se skrýval ve svobodné zóně. Působil v organizaci Comité national des écrivains spojené s Parti communiste français, avšak v padesátých letech se s komunistickým hnutím rozešel a veřejně odsoudil antisemitské procesy i invazi do Maďarska. 
Vydal okolo stovky knih různých žánrů, psal psychologické romány, cestopisy, rozhlasové hry, sbírky poezie i aforismů, eseje a životopisy Gautamy Buddhy, Auguste Rodina a Georgese Duhamela. Z jeho díla jsou známé hlavně detektivní romány s inspektorem Belotem jako napínavý příběh o pátrání po sériovém vrahovi Abonent na lince U, podle něhož natočil Yannick Andréi televizní seriál, který se vysílal i v Československu. Do češtiny byla přeložena také kniha moderních pohádek O lvu, který měl rád jahody. Kritikou byla ceněna trilogie La Vie de Philippe Denis a román Le Prisonnier, který byl inspirací Camusova Cizince. Aveline také napsal vzpomínkovou knihu Moi par un Autre, chronique d'une enfance et d'une adolescence dans les XX premières années de ce siècle.
Je autorem básně Portrait de l'Oiseau-Qui-N'Existe-Pas, kterou nechal ilustrovat svými přáteli výtvarníky (Mario Prassinos, Henri-Georges Adam, Jacques Villon a další), vzniklý gesamtkunstwerk je uložen v pařížském Musée national d'art moderne. Avelinova busta je posledním dílem Ossipa Zadkina.
Byla mu udělena Velká cena Société des gens de lettres, cena Prix Italia a Řád umění a literatury.